# Bluetick Coonhound
O Bluetick Coonhound é uma raça de cães de caça originária dos Estados Unidos. Descende provavelmente do Foxhound inglês(ou do Coonhound inglês) e de Hounds franceses de caça pesada(possivelmente o Grande azul da gasconha). É um cão muito inteligente e devotado ao dono.																					

## Características
O Bluetick coonhound é um cão de porte grande, forte e ágil. Possuí um ótimo faro e é muito inteligente e treinável. Os machos podem pesar entre 25 e 36 kg e ter entre 56 e 69 centímetros na altura da cernelha; Já as fêmeas podem pesar entre 20 e 29 kg e ter entre 53 e 64 centímetros na altura da cernelha.